# Angosturabitter

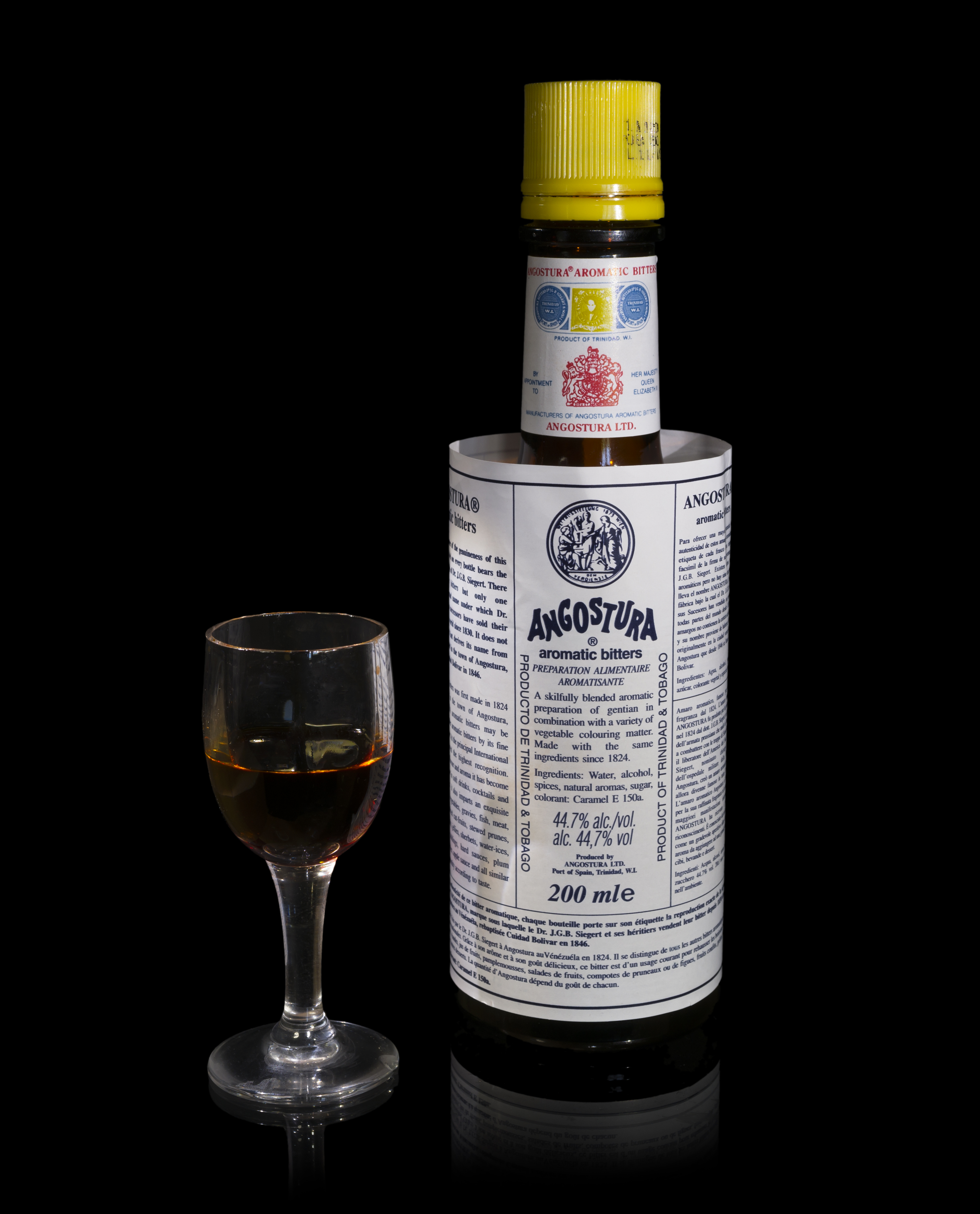
200-ml-Flasche Angostura

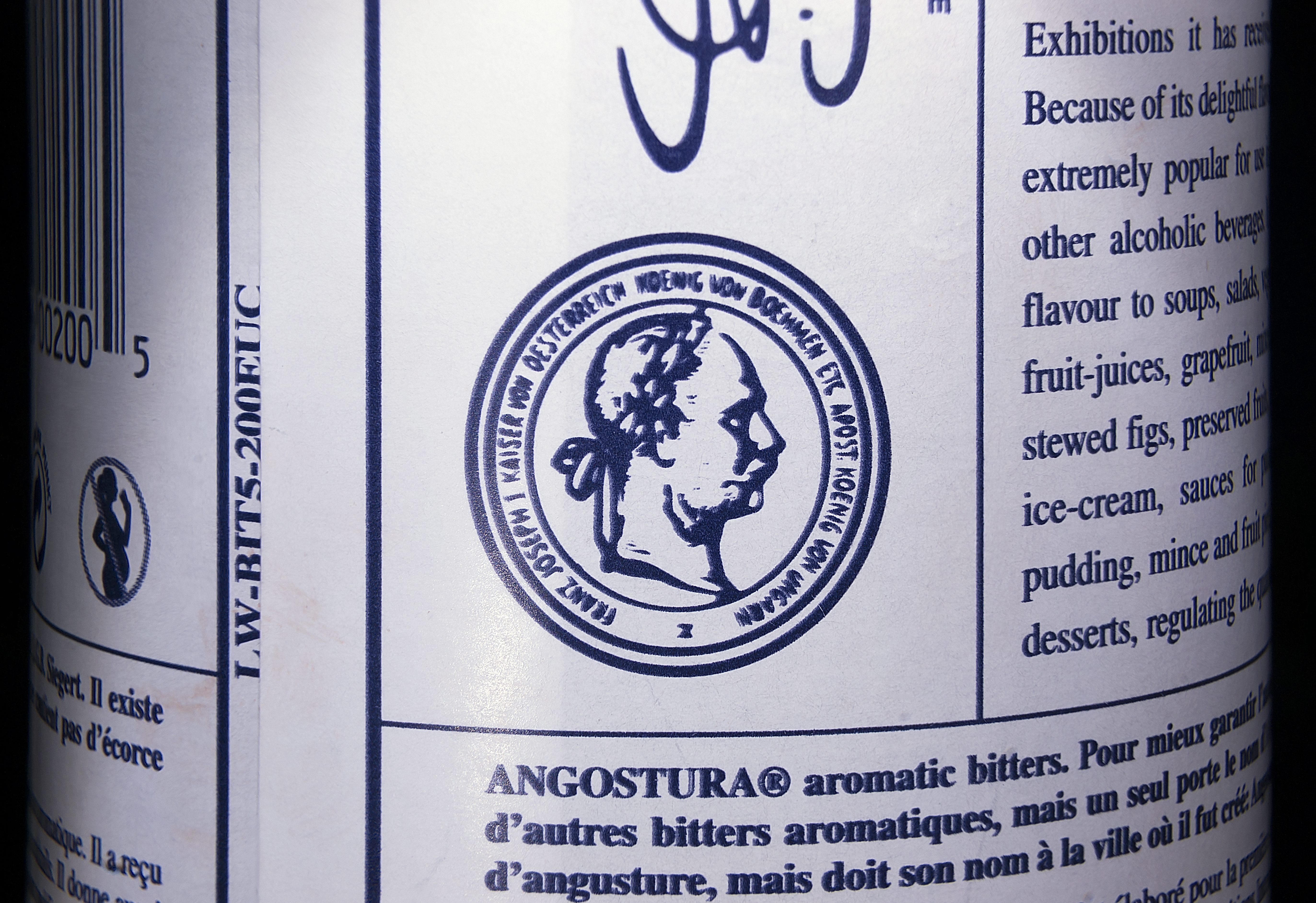
Etikett mit der Abbildung Kaiser Franz Josephs I.

Als Angostura oder Angosturabitter bezeichnet man einen Cocktailbitter der trinidadischen Firma House of Angostura. Er ist internationaler Marktführer in seinem Segment.

## Produkt
Angosturabitter kann neben Enzianwurzel auch Bitterorange, Gewürznelken, Kardamom, Zimt, Sarrapia-Samen (Tonkabohnen) und Chinarinde enthalten. Angosturarinde wird im Originalrezept nicht verwendet, wohl aber in Nachahmerprodukten. Der Bitter wirkt gegen Magen- und Darm-Beschwerden, wird aber heute überwiegend zum Aromatisieren von Spirituosen sowie zur Herstellung von Mixgetränken (beispielsweise den Cocktails Old Fashioned oder Manhattan) verwendet, dient aber auch zum Abschmecken von Desserts oder für Saucen für Fisch und Fleisch.
Obwohl Angostura 44,7 Vol.-% Alkohol enthält, war er in den Vereinigten Staaten während der Prohibition nicht verboten; er wurde ausschließlich in Apotheken verkauft – angeblich, weil er so bitter ist, dass er lediglich zum Aromatisieren verwendet werden kann („Starkbitter“). Jede Flasche zeigt neben der Unterschrift von J.G.B. Siegert an der Seite die Abbildung einer Medaille mit dem Profil Kaiser Franz Josephs I., die das Unternehmen auf der Weltausstellung 1873 in Wien gewann.

## Geschichte
Entwickelt wurde der „Angostura Aromatic Bitters“ von dem deutschen Arzt Johann Gottlieb Benjamin Siegert, der 1820 auf Wunsch des südamerikanischen Freiheitskämpfers Simón Bolívar die Leitung des Militär-Hospitals in der damaligen venezolanischen Stadt Angostura (heute Ciudad Bolívar) übernommen hatte. Gegen tropische Magen- und Darmerkrankungen, unter denen vor allem die europäischen Matrosen, Söldner und Händler litten, entwickelte er 1824 ein wirksames hochprozentiges Tonikum, das von Seeleuten, Offizieren und Kaufleuten in alle Welt verbreitet wurde, bei 12 Weltausstellungen mit Goldmedaillen ausgezeichnet und an allen europäischen Königshöfen eingeführt wurde. Es machte jedoch nicht als Medizin, sondern als Würzmittel und zur Abstimmung von Cocktails unter dem Namen Angostura Karriere. Siegert übernahm auch die Leitung des Stadt-Hospitals, der Stadt-Apotheke und führte als Chirurg und Allgemeinarzt eine große Praxis. Wegen der großen Nachfrage nach dem Bitter musste er 1856 Praxis und die Leitung des Stadt-Hospitals aufgeben. 1875, fünf Jahre nach seinem Tod, verlagerten seine Söhne Carlos, Alfredo Cornelio und Luis Benjamin wegen politischer Unruhen in Venezuela die Fertigung nach Port of Spain auf der nahegelegenen, zu diesem Zeitpunkt britischen Insel Trinidad. Sie machten damit ein beträchtliches Vermögen. Die Angostura Group bzw. die Firma House of Angostura mit Sitz in Morvant in Trinidad und Tobago ist der Rechtsnachfolger des von Siegert in den 1850er-Jahren gegründeten Unternehmens. 2006 waren etwa 250 Mitarbeiter mit der Herstellung des Bitters beschäftigt. Der Angosturabitter ist Marktführer der Cocktailbitter. Die Firma exportiert ihren Bitter in mehr als 100 Länder, vertreibt heute zudem verschiedene Rums und hat weitere Bitter mit Orangen- und Kakaoaromen entwickelt.
House of Angostura weist darauf hin, dass ihre unter dem Markennamen Angostura Aromatic Bitters vertriebenen Bitter, die angeblich noch immer nach Siegerts geheim gehaltenem Originalrezept aus dem Jahr 1824 zubereitet werden, keine Angosturarinde enthalten. Der Name leite sich lediglich vom Namen der Stadt ab, in der Siegert seine Erfindung gemacht habe. Dennoch werden von anderen Herstellern – teilweise ebenfalls unter der Bezeichnung Angosturabitter – Bitter vertrieben, die Angosturarinde als zusätzlichen Bestandteil enthalten.